# Quatuor à cordes no 6 de Hindemith
Pour les articles homonymes, voir Quatuor à cordes no 6.
Le Quatuor à cordes en mi bémol majeur est le sixième des sept quatuor à cordes de Paul Hindemith, composée en 1943. La création en a été faite par le quatuor Budapest à la bibliothèque du Congrès à Washington le 11 novembre 1943.
Il ne comporte pas de numéro d'opus comme toutes ses œuvres postérieures à 1930.
Il a été écrit vingt ans après son cinquième quatuor

## Structure
L'œuvre comporte quatre mouvements et son exécution demande un peu plus de vingt minutes.
1. très calme et expressif
2. vivant et très énergique
3. tranquille, variations
4. large et énergique